# Матяшин, Игнат Михайлович
Игнат Михайлович Матяшин (11 ноября 1925, Андреевка — 30 октября 1979) — советский хирург, доктор медицинских наук, профессор, главный хирург МЗ УССР.

## Биография
Родился 11 ноября 1925 года в селе Андреевка Селидовского района Сталинской области в семье врачей. Его отец, Михаил Прокофьевич Матяшин, врач, специалист широкого профиля, одним из первых на Донбассе был удостоен звания заслуженного врача УССР. Мать — Елена Георгиевна Матяшина (Черюнова) — заслуженный врач УССР, активистка борьбы с инфекциями, была награждена орденом Трудового Красного Знамени. В 1932 году в городе Макеевка, по месту службы отца, пошел в первый класс школы. В 1941 году отец переводится на работу в город Петрозаводск Карело-Финской ССР.
В первые дни Великой Отечественной войны родители были мобилизованы в Красную Армию, а Игнат Михайлович эвакуирован в город Прокопьевск (Новосибирской области). В апреле 1942 года выехал в город Беломорска — по месту службы родителей. В сентябре 1942 вступил в Архангельский медицинский институт. В декабре 1942 года призван в ряды Красной Армии и направлен в Архангельское военно-пулеметное училище. В августе 1943 года направлен на фронт в 51 гвардейскую танковую бригаду 3-й гвардейской танковой армии 1-го Украинского фронта, где служил до марта 1944 года сначала как командир пулеметного расчета, а потом как командир взвода танкового десанта. Принимал участие в отвоевывании Сумской и Полтавской областей, в форсировании Днепра на Лютежском и Букринском плацдармах, битвах Киев, Фастов, Житомир.
Был награжден орденом Красной Звезды. После первого ранения вернулся в боевой строй. Второе слепое осколочное ранение в позвоночник, полученное в 1944 году при отвоевании Проскуров, оказалось тяжелым. Развился остеомиелит и Игнат Михайлович перенес десять операций на позвоночнике. Находился на лечении в госпиталях № 1959, 1141, 2148 до июня 1945 года. В июне 1945 года был демобилизован и снят с воинского учета.
В сентябре 1945 года поступил в Сталинский медицинский институт на лечебный факультет (в 1947—1948 годах был председателем профкома института), который с отличием окончил в 1950 году и был направлен на работу в город Луганск, где заведовал областной станцией переливания крови, а затем был заместителем главного врача областной больницы. В мае 1952 года Игнат Михайлович обратился с заявлением к директору Сталинского мединститута с просьбой зачислить его в клинической ординатуре хирургической клиники. В том же году был утвержден клиническим ординатором кафедры общей хирургии лечебного факультета Сталинского медицинского института. С 1 сентября 1953 года назначен исполняющим обязанности ассистента той же кафедры. В 1956 году успешно защитил кандидатскую диссертацию посвященную клиническим наблюдениям над лечебным применением сыворотки Беленького. Решением высшей аттестационной комиссии от 27 мая 1957 ему присуждена ученая степень кандидата медицинских наук. Приказом № 334 от 4 июля 1958 года в Сталинском медицинском институте утверждено решение Совета института об избрании Гната Матяшина на должность доцента кафедры общей хирургии лечебного факультета. Решением высшей аттестационной комиссии от 20 сентября 1959 году ему присуждено ученое звание доцента. В 1964 году успешно защитил докторскую диссертацию и решением Высшей аттестационной комиссии СССР от 12 июня 1965 года ему присуждена ученая степень доктора медицинских наук. В ноябре 1964 года приказом ректора № 1282 от 11 ноября доцент Г. Н. Матяшин переводится на должность профессора кафедры общей хирургии лечебного факультета, а 23 февраля 1966 году решением высшей аттестационной комиссии ему было присвоено ученое звание профессора по специальности «хирургия». С 1964 по 1967 год был председателем Донецкого областного научного общества хирургов.
26 августа 1968 года приказом по Донецкому медицинскому институту уволен с занимаемой должности в связи с избранием по конкурсу в Киевском медицинском институте с 27 августа 1968 года. Возглавив кафедру факультетской хирургии Киевского медицинского института, одновременно был главным хирургом МЗ УССР. Много лет возглавлял Республиканское научное общество хирургов, был членом Правления Всесоюзного научного общества.
Умер 30 октября 1979 года. Похоронен в Киеве на Байковом кладбище (участок № 1).

## Научная деятельность
Автор более 250 работ, из них пяти монографий, которые посвящены хирургии пищевода, желудочно-кишечного тракта, неотложной хирургии, организации хирургической службы. Под его руководством выполнено 5 докторских и 27 кандидатских диссертаций. Создал школу донецких эзофагологов, среди его учеников: В. А. Хараберюш, А. М. Белозерцев, Б. Ф. Борисов, В. Г Васильченко

## Награды
Заслуженный деятель науки УССР, заслуженный врач УССР. Награжден орденами Красной Звезды, Трудового Красного Знамени, медалями, значком «Отличник здравоохранения».